# 杨师孔
杨师孔（1577年11月23日—1630年），字順之，號魯源，貴州都司貴州衛（今屬貴陽市）官籍，江西吉安府廬陵縣人，明朝政治人物、同進士出身。

## 生平
早年出身國子生，以《詩經》中万历二十五年（1597年）舉人第二十七名，二十九年（1601年）會試中式第七十八名，成万历辛丑科第三甲一百七名进士。户部觀政，授南直隶山阳县知县，三十五年升户部主事，三十六年調用，三十七年改順天府学教授，三十九年京察，四十六年改昌平学正，本年升國子監学正，四十八年升工部主事，天啓二年（1622年）升都水司员外，本年升屯田司郎中，三年升云南按察司佥事、副使，崇祯二年（1629年）升浙江左参政，在浙卒于官，归葬贵阳。

## 家族
曾祖楊淮，都指揮使。祖父楊均，都指揮僉事。父親楊雲衢，母親胡氏，继母王氏。子杨龙友。

## 著作
有《秀野堂全集》、《远游漫记》等。《黔诗纪略》录其诗三首。